# Дербі Карільйо
Дербі Рафаель Карільйо Бердуо (англ. Derby Rafael Carrillo Berduo, нар. 19 вересня 1987, Ла-Мірада, Каліфорнія, США) — сальвадорський футболіст, воротар клубу  «Кобан Імперіал».

## Клубна кар'єра
У дорослому футболі дебютував 2005 року виступами за команду університету штату Каліфорнія «Домінгес Гіллс Торос», в якій провів два сезони, взявши участь у 31 матчі чемпіонату.
2008 року перейшов до команди Нью-Йоркського університету Сент Джон «Сент Джон'с Ред Сторм», за яку відіграв наступний сезон своєї ігрової кар'єри. Більшість часу, проведеного у складі, був основним голкіпером команди.
2009 року уклав контракт з клубом «Ньюарк Експресс».
З 2010 до 2012 року захищав кольори команд клубів «Кітсап Пумас», «Нью-Йорк» та «Каль».
2012 року повернувся до Сальвадору, щоб провести один сезон у складі команди клубу «Санта-Текла». Граючи за «Санта-Теклу» здебільшого був основним воротарем команди.
Частину 2014 року захищав кольори команди американського клубу «Атланта Сільвербекс».
Того ж 2014 року повернувся до «Санта-Текла», кольори якої захищав два сезони.
До складу клубу «Вестманнаейя» приєднався 2016 року. Відтоді встиг відіграти за команду з Вестманнових островів 20 матчів в національному чемпіонаті.

## Виступи за збірну
2013 року дебютував в офіційних матчах у складі національної збірної Сальвадору.
У складі збірної був учасником розіграшу Золотого кубка КОНКАКАФ 2013 року у США, розіграшу Золотого кубка КОНКАКАФ 2015 року у США і Канаді, розіграшу Золотого кубка КОНКАКАФ 2017 року у США.

## Титули та досягнення
«Вестманнаейя»
- Кубок Ісландії (1): 2017